# Rajko Koritnik - tenor (album)

## Seznam pesmi
| CD: operne arije in duet | CD: operne arije in duet                                                      | CD: operne arije in duet |
| Št.                      | Naslov                                                                        | Dolžina                  |
| ------------------------ | ----------------------------------------------------------------------------- | ------------------------ |
| 1.                       | „Friedrich von Flotow: Arija Lyonela iz opere Manon‟                          | 3:05                     |
| 2.                       | „Georges Bizet: Arija don Jóseja iz opere Carmen‟                             | 3:52                     |
| 3.                       | „Giacomo Puccini: Arija Rudolfa iz opere La bohème‟                           | 4:15                     |
| 4.                       | „Amilcare Ponchielli: Arija Enza Grimalda iz opere Gioconda‟                  | 4:08                     |
| 5.                       | „Giacomo Puccini: Arija des Grieuxa iz 1. dej. opere Manon Lescaut‟           | 2:45                     |
| 6.                       | „Francesco Cilea: Friderikova tožba iz opere Arležanka‟                       | 4:08                     |
| 7.                       | „Carl Maria von Weber: Arija Maksa iz opere Čarostrelec‟                      | 6:28                     |
| 8.                       | „Bedřich Smetana: Arija Janka iz opere Prodana nevesta‟                       | 3:10                     |
| 9.                       | „Nikolaj Rimski-Korsakov: Arija Likova iz opere Carska nevesta‟               | 2:40                     |
| 10.                      | „Giuseppe Verdi: Arija Alfreda iz opere Traviata‟                             | 3:34                     |
| 11.                      | „Georges Bizet: Duet Nadirja in Zurge iz opere Iskalci biserov‟               | 7:58                     |
| 12.                      | „Pietro Mascagni: Turriddova napitnica iz opere Cavalleria rusticana‟         | 5:09                     |
| 13.                      | „Giuseppe Verdi: Uvodna glasba in arija Alvara iz 3. dejanja opere Moč usode‟ | 9:13                     |